# Daïras de la wilaya de Blida
La wilaya de Blida compte 10 daïras.

## Daïras de la wilaya de Blida
Localisation des daïras dans la wilaya de Blida :

Liste des daïras de la wilaya de Blida :
| Daïra       | Nombre de communes | Population hab. (2008) | Communes                              |
| ----------- | ------------------ | ---------------------- | ------------------------------------- |
| Blida       | 2                  | +199 496,              | Blida, Bouarfa                        |
| Boufarik    | 3                  | +126 204,              | Boufarik, Soumaa, Guerouaou           |
| Bougara     | 3                  | +086 570,              | Bougara, Hammam Melouane, Ouled Slama |
| Bouinan     | 2                  | +060 730,              | Bouinan, Chebli                       |
| El Affroun  | 2                  | +049 008,              | El Affroun, Oued Djer                 |
| Larbaa      | 2                  | +084 079,              | Larbaa, Souhane                       |
| Meftah      | 2                  | +068 381,              | Meftah, Djebabra                      |
| Mouzaïa     | 3                  | +099 352,              | Mouzaia, Chiffa, Aïn Romana           |
| Oued Alleug | 3                  | +106 342,              | Oued Alleug, Beni Tamou, Benkhelil    |
| Ouled Yaich | 3                  | +122 774,              | Ouled Yaich, Chréa, Beni Mered        |